# Кошковець
Кошковець (хорв. Koškovec) — населений пункт у Хорватії, у Вараждинській жупанії у складі громади Марушевець.

## Населення
Населення за даними перепису 2011 року становило 222 осіб.
Динаміка чисельності населення поселення:

## Клімат
Середня річна температура становить 9,94 °C, середня максимальна – 24,10 °C, а середня мінімальна – -6,36 °C. Середня річна кількість опадів – 967 мм.
| Клімат поселення                              | Клімат поселення | Клімат поселення | Клімат поселення | Клімат поселення | Клімат поселення | Клімат поселення | Клімат поселення | Клімат поселення | Клімат поселення | Клімат поселення | Клімат поселення | Клімат поселення | Клімат поселення |
| Показник                                      | Січ.             | Лют.             | Бер.             | Квіт.            | Трав.            | Черв.            | Лип.             | Серп.            | Вер.             | Жовт.            | Лист.            | Груд.            |                  |
| Середній максимум, °C                         | 5,76             | 7,54             | 11,83            | 16,01            | 20,96            | 24,10            | 23,40            | 22,78            | 18,84            | 13,74            | 8,17             | 4,30             |                  |
| Середня температура, °C                       | −0,3             | 1,48             | 5,78             | 9,95             | 14,92            | 18,04            | 19,76            | 19,14            | 15,21            | 10,10            | 4,55             | 0,66             |                  |
| Середній мінімум, °C                          | −6,36            | −4,57            | −0,27            | 3,90             | 8,84             | 12,00            | 16,13            | 15,51            | 11,57            | 6,49             | 0,91             | −2,97            |                  |
| Норма опадів, мм                              | 46               | 49               | 66               | 75               | 83               | 112              | 98               | 98               | 91               | 92               | 90               | 67               |                  |
| Середньомісячна швидкість вітру, м/с          | 1.85             | 2.08             | 2.43             | 2.42             | 2.30             | 2.02             | 2.00             | 1.80             | 1.80             | 1.84             | 1.95             | 1.94             |                  |
| Середньомісячна сонячна радіація, кДж/м²·день | 4080             | 6804             | 10522            | 14832            | 18853            | 20676            | 21381            | 18589            | 13783            | 8658             | 4584             | 3271             |                  |
| --------------------------------------------- | ---------------- | ---------------- | ---------------- | ---------------- | ---------------- | ---------------- | ---------------- | ---------------- | ---------------- | ---------------- | ---------------- | ---------------- | ---------------- |
| Джерело:                                      |                  |                  |                  |                  |                  |                  |                  |                  |                  |                  |                  |                  |                  |